# Il divo Claudio
Il divo Claudio (Claudius the God and His Wife Messalina) è un romanzo storico scritto da Robert Graves, pubblicato nel 1935.
Continuazione del suo precedente lavoro Io, Claudio, questo romanzo prosegue la narrazione della vita di Claudio, imperatore romano contro voglia e nonostante le sue disabilità. Il divo Claudio rivela lo splendore, la vitalità e la decadenza dell'Impero Romano attraverso gli occhi ironici e divertiti di Claudio, che regna come imperatore per tredici anni. Claudio, storpio e autodefinendosi lo sciocco della famiglia reale, che nessuno dei suoi parenti ambiziosi e assetati di sangue considerava degno di essere ucciso, si ritrova improvvisamente al centro del maelstrom politico una volta salito al trono.

## Trama
Nel romanzo, Claudio descrive le sue esperienze come imperatore, dall'ascesa al potere fino agli anni del suo regno, offrendo un'analisi critica della politica dell'epoca e delle lotte di potere tra i membri della famiglia imperiale.

## Personaggi principali
- Claudio - imperatore romano, protagonista del romanzo
- Messalina - terza moglie di Claudio, nota per la sua notorietà e le sue azioni scandalose durante il suo matrimonio
- Altri membri della famiglia imperiale romana e figure politiche dell'epoca che influenzano gli eventi narrati.

## Edizioni italiane
Il romanzo è stato pubblicato in Italia nel 1936 con traduzione di Carlo Coardi per Bompiani. È stato ristampato nel corso degli anni, con edizioni anche da Garzanti e Corbaccio.

## Adattamenti
Nel 1937 è stato prodotto un film basato sul romanzo, ma è rimasto incompiuto e non è mai stato distribuito. Nel 1976 è stata realizzata una miniserie televisiva intitolata Io Claudio imperatore, basata sui romanzi di Graves.

## Riconoscimenti
Nel 1935, Claudius the God and His Wife Messalina ha vinto il James Tait Black Memorial Prize, riconoscimento letterario.